# Frans Bakker (zanger)
Frans Bakker (Utrecht, 3 juli 1952) is een Nederlands zanger en songwriter. Hij is vooral bekend als leadzanger (en soms ook toetsenist) van de popgroep Kadanz, die vooral in de jaren '80 succes had met een aantal platen.
Begin jaren '90 verhuisde hij naar Curaçao, waar hij onder meer een nummer 1-hit scoorde met de single Hou me vast / Amame. Naar aanleiding daarvan volgden ook meerdere optredens. Verder werkte hij in Curaçao bij een lokale krant, en nog steeds bij de radio (o.a. als nieuwslezer). 
Ook na de jaren '90 was Frans Bakker nog jarenlang in meer of mindere mate actief als singer-songwriter.